# Museu de Arte Moderna de São Paulo
Das Museu de Arte Moderna de São Paulo (MAM) ist ein Museum für moderne und zeitgenössische Kunst in São Paulo, der Wirtschaftsmetropole Brasiliens.

## Geschichte
Das MAM befindet sich im Stadtpark Parque do Ibirapuera. Gegründet wurde es 1948 vom Industriellen Francisco Matarazzo Sobrinho, genannt Ciccillo Matarazzo, der seine Privatsammlung als Schenkung einbrachte. Am 8. März 1949 eröffnete die erste thematische Gruppenausstellung unter dem Titel Do figurativismo ao abstracionismo, Kurator war der belgische Kunstkritiker Léon Degand. Später wurde der Kritiker Mário Pedrosa zum Direktor ernannt.

## Die Gebäude
Der Bau diente 1951 als Großer Pavillon (Pavilhão Ciccillo Matarazzo) der Biennale von São Paulo. Die Architektur des Museums ist dem Museum of Modern Art in New York City nachempfunden. Das Gebäude wurde durch Oscar Niemeyer und Helio Uchôa entworfen, der umgebende Garten mit Skulpturenpark durch Roberto Burle Marx. Im Gebäude sind ein Kino und eine Bibliothek untergebracht.

## Die Sammlung
Nelson Rockefeller übertrug dem MAM 13 Werke seiner Sammlung. Mitgründer Ciccillo Matarazzo entschied jedoch 1963, seine Übertragungen an das MAM dem Museu de Arte Contemporânea (MAC) zukommen zu lassen. Im Museum befinden sich dennoch über 5000 Kunstwerke, beispielsweise der Künstler Regina Silveira, Anita Malfatti, Cildo Meireles, Aldo Bonadei, Alfredo Volpi, Emiliano Di Cavalcanti, José António da Silva, Joan Miró, Marc Chagall, Mario Zanini, Os Gêmeos, Nina und Pablo Picasso. Der Skulpturenpark zeigt Werke von Franz Weissmann, Emanoel Araújo, Amílcar de Castro, Felícia Leirner, Elisa Bracher und anderen.